# 尚布里

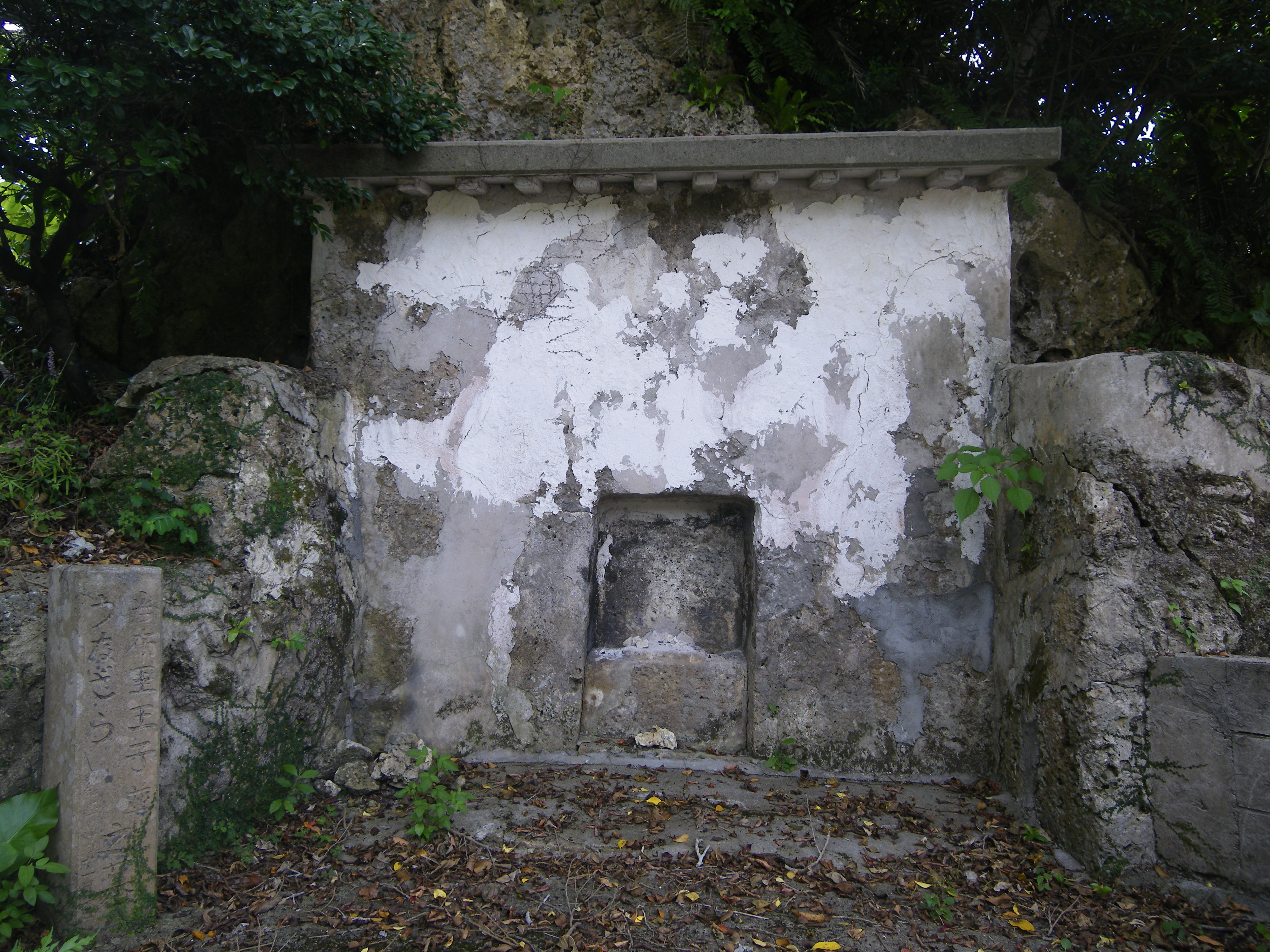
尚布里王子並うなざらの墓

尚 布里（しょう ふり、1407年？（永楽5年）-1453年？（景泰4年））は、尚巴志王の子で領地が江洲半島であったため江洲王子とも言われる。兄に第3代目の中山王の尚忠と第5代目中山王の尚金福がおり、弟には7代目中山王の尚泰久がいる。
生年は1464年（天順8年）に58歳で亡くなっているとすれば1407年（永楽5年）に生まれているとされ尚巴志王が33歳の時にもうけた子であると思われる。尚金福の治世では主に軍事の事を扱っていたとされ王府内でかなりの権力があったという。
1447年（正統12年）、尚思達王の命を受けて奄美大島に出兵、激戦の末千竈氏を退けて奄美大島を征服した。
琉球を統一した尚巴志の六男として生まれる。1453年（ 景泰4年）、甥の尚志魯と王位を争い（志魯・布里の乱）、彼を討ち取る。しかし王位継承権は剥奪された。また、共倒れだったとする説もある。この内乱は首里城を焼失させる激しい内乱であった。乱後、尚布里は王位に就くことなく、58歳で亡くなった。